# ブルガリア正教会の七聖人

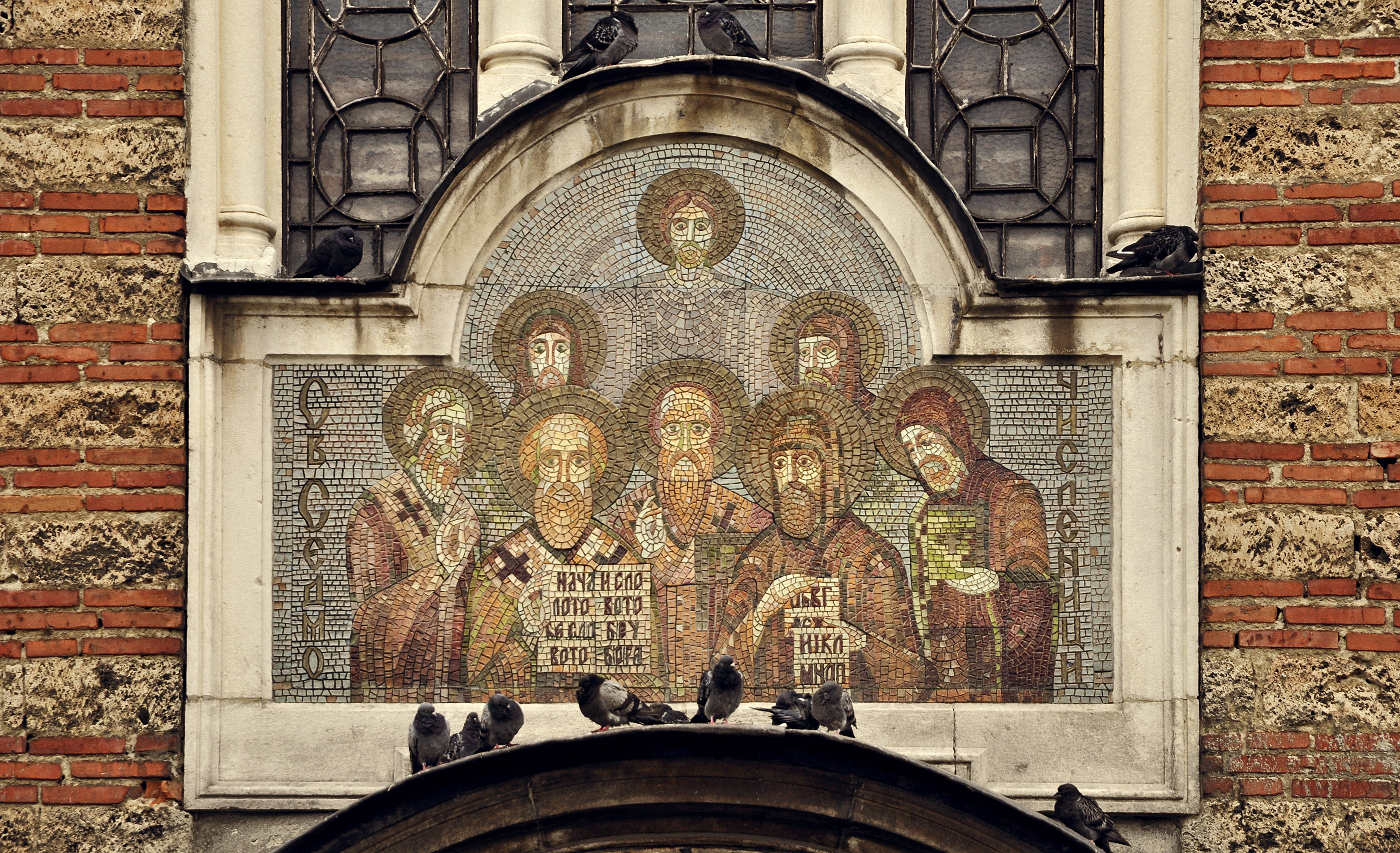
ソフィアの七聖人教会の七聖人のモザイク

ブルガリア正教会の七聖人（ブルガリアせいきょうかいの しちせいじん、ブルガリア語:  Седмочисленици, свети Седмочисленици）は、グラゴル文字とキリル文字の作成者および普及者としてブルガリア正教会と他の正教会で崇敬されている7人の聖人である。7人は9世紀から10世紀初頭にかけて活動した。
七聖人は、グラゴル文字を作成したキュリロス(Кирил〈キリル〉)と兄メトディオス(Методий〈メトディー〉)および彼らの5人の弟子であるゴラズド(Горазд)、ナウム(Наум)、クリメント(Климент)、アンゲラリオス(Ангеларий〈アンゲラリー〉)、サヴァ(Сава)である。彼らの仕事は、ブルガリアの君主である父子ボリス1世とシメオン大帝による支援があったことにより成功した。
クリメントはブルガリアにおいてギリシア語やラテン語ではなくスラヴ語でキリスト教の礼拝と説教および著述活動を行った最初の聖職者で、「スラヴ文学の父」の一人とされる。
ゴラズド（830年頃 - 890年頃）は、ブルガリアの教会でスラブ語訳の聖書や典礼書の使用の定着に努力した。
ナウムはプリスカと北東ブルガリアで活動した後、主教に任命されたクリメントの後継者としてオフリドで教師を務め、オフリド湖畔に開いた修道院を活動拠点とし、910年に死去した。
メトディオスの弟子でプレスラフで活動した主教プレスラフのコンスタンティンは列聖されていないため七聖人には含まれない。
ロシア正教会では、キュリロスとメトディオスは別に祝われ、彼らの弟子たちは亜使徒として認められている。ブルガリア正教会は7月27日をクリメントの被昇天の日と七聖人の日に決定した。